# Троицкий сельсовет (Башкортостан)
Троицкий сельсовет — муниципальное образование в Благоварском районе Башкортостана.

## История
Согласно «Закону о границах, статусе и административных центрах муниципальных образований в Республике Башкортостан» имеет статус сельского поселения.

## Население
| 2002 | 2009 | 2010 | 2012 | 2013 | 2014 | 2015 |
| ---- | ---- | ---- | ---- | ---- | ---- | ---- |
| 702  | ↘694 | ↘622 | ↘593 | ↘581 | ↘576 | ↘557 |
| 2016 | 2017 |      |      |      |      |      |
| ↗558 | ↘553 |      |      |      |      |      |

## Состав сельского поселения
| № | Населённый пункт | Тип населённого пункта       | Население |
| - | ---------------- | ---------------------------- | --------- |
| 1 | Троицкий         | село, административный центр | ↘408      |
| 2 | Ахуново          | деревня                      | ↘214      |